# Eli Lilly
Eli Lilly (8 de juliol de 1838 - 6 de juny de 1898) va ser un militar, químic, farmacèutic, industrial i empresari nord-americà. És conegut per haver estat el fundador de la corporació farmacèutica Eli Lilly and Company. Es va allistar en l'Exèrcit de la Unió durant la Guerra de Secessió i va reclutar un grup d'homes per formar una bateria d'artilleria. Posteriorment va ser ascendit a coronel i se li va donar el comandament d'una unitat de cavalleria. Prop del final de la guerra va ser capturat i va romandre presoner fins que aquesta va concloure. Més tard va intentar controlar una plantació a Mississipi, però va fracassar i va reprendre la seva professió de farmacèutic després de la mort de la seva esposa. Va tornar a casar-se i va treballar en diverses farmàcies abans de l'obertura del seu propi negoci en 1876, amb projectes per fabricar medicines i comercialitzar-les a l'engròs.
La seva empresa va resultar reeixida i aviat va aconseguir benestar econòmic, després de realitzar nombrosos avanços en la fabricació de productes medicinals. Dos dels primers avançaments que va promoure van ser la creació de càpsules de gelatina per contenir medicaments i la mescla de medicines líquides amb un saborizante fruiter. Eli Lilly and Company va ser una de les primeres signatures farmacèutiques de la seva classe, creant com a part de la seva organització un departament de recerca i implementant nombroses mesures per garantir la qualitat.
Lilly va utilitzar la seva riquesa per comprometre's en nombroses causes filantrópicas. En 1890 va cedir l'adreça de l'empresa al seu fill per poder dedicar-se a les seves activitats de caritat i de progrés cívic com a activitat principal. Va ajudar a fundar l'organització que es convertiria en la Cambra de comerç d'Indianapolis, va ser el patrocinador principal de la sucursal d'Indiana de la Charity Organization Society i va finançar personalment la creació de l'hospital per a nens de la ciutat, que després va ser ampliat per l'estat per convertir-se en el James Whitcomb Riley Hospital for Children. Va seguir participant activament amb moltes organitzacions fins a la seva mort a causa del càncer en 1898.
Va ser defensor de la regulació federal de la indústria farmacèutica i moltes de les reformes que va suggerir van ser promulgades com a llei en 1906, causant la creació de la Food and Drug Administration (FDA). També va estar entre els pioners del concepte de prescripció i va ajudar a establir el criteri, que més tard es tornaria la pràctica comuna, de sols vendre medicines addictives o perilloses a qui primer hagués consultat a un metge. L'empresa que va fundar s'ha convertit des de llavors en una de les corporacions farmacèutiques més grans i més influents del món, així com la corporació més gran d'Indiana. Amb el patrimoni que va generar, el seu fill i nets van crear la fundació Lilly Endowment per continuar amb la seva herència filantrópica. La fundació és considerada un dels benefactors més grans del món, en termes d'actius i donacions.

## Primers anys

### Família i antecedents
Va néixer a Baltimore, Maryland, el 8 de juliol de 1838, fill de Gustavo i Esther Lilly. La seva família era d'ascendència sueca i s'havia traslladat als Països Baixos francesos, abans que els seus besavis emigressin a Maryland en 1789. La família es va mudar a Kentucky, on Eli va ser matriculat a l'escola pública, i després es van mudar a Indiana en 1852, on va ser ensinistrat en l'ofici d'impressor. Va créixer en una llar metodista enmig d'una família prohibicionista i que estava en contra de l'esclavitud. De fet les creences familiars van ser part de la motivació per traslladar-se a Indiana. Van ser membres del Partit Demòcrata durant els seus primers anys, però es van fer republicans durant els anys previs a la Guerra de Secessió.
Eli es va interessar en les substàncies químiques a una primerenca edat. Durant un viatge, mentre estava de visita amb els seus oncles ho van portar a conèixer a un boticario, aquí va ser testimoni per primera vegada de la creació de medicines. En 1854, va realitzar un entrenament per convertir-se en químic i farmacèutic amb Henry Lawrence en The Good Samaritan Drug Store de Lafayette. A més d'ensenyar-li a barrejar substàncies químiques, Lawrence li va ensenyar com manejar fons i operar un negoci. Els seus pares ho van matricular en el curs de farmacologia a la Universitat DePauw, llavors coneguda com la Universitat Indiana Asbury, i va acabar la carrera dos anys després. En 1859, va prendre una ocupació en Perkin's and Coon's Pharmacy a Indianapolis i va conèixer a Emily Lemen, la filla d'un comerciant local, amb qui es va casar en 1860. La parella va tornar a Greencastle, on Lilly va obrir la seva pròpia farmàcia en 1861.

### Guerra de Secessió

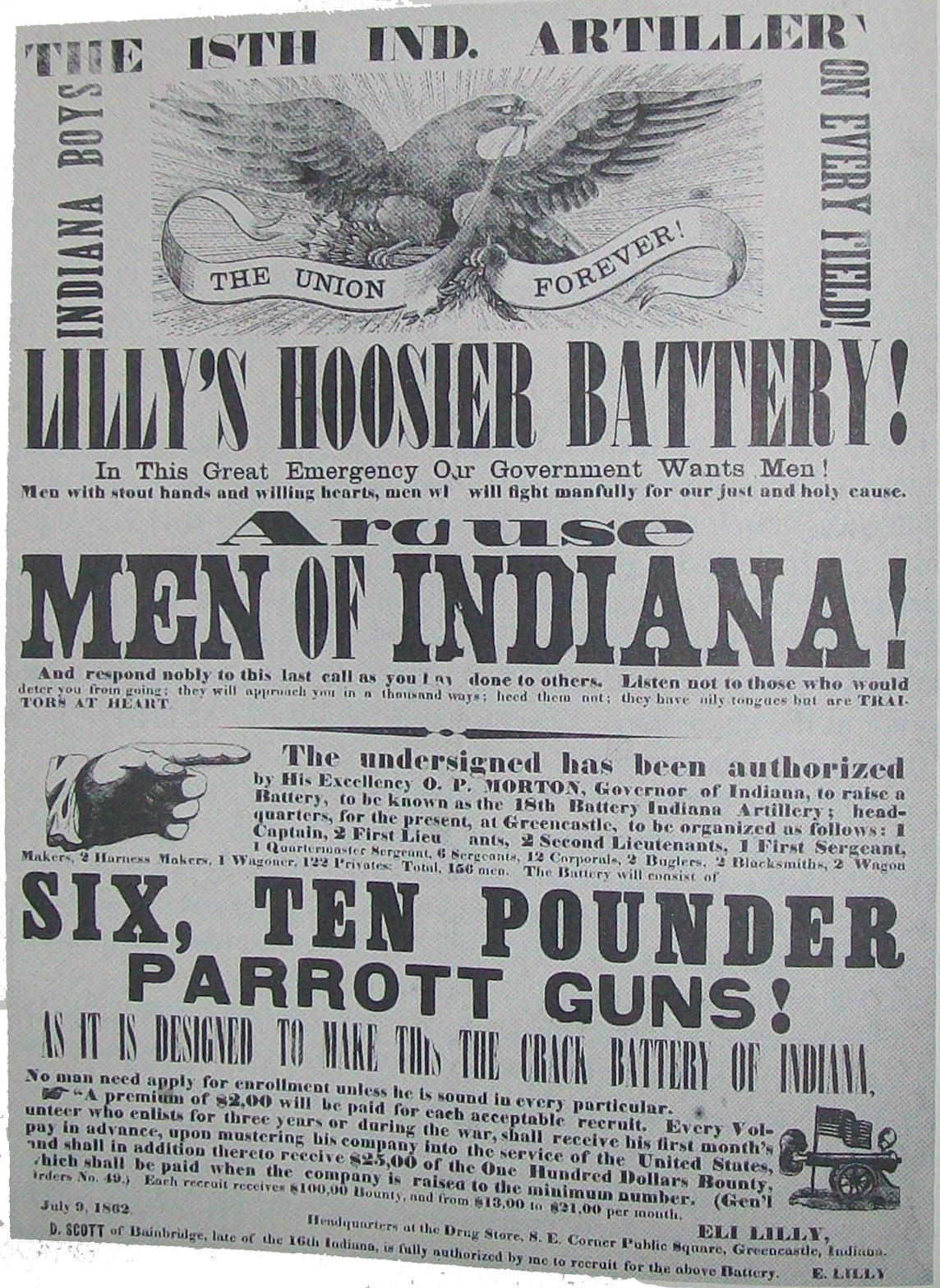
Un dels cartells de reclutament d'Eli Lilly.

Lilly es va allistar en l'Exèrcit de la Unió al principi de la Guerra Civil nord-americana i el seu primer fill, Josiah, va néixer en 1861, mentre ell es trobava absent. Es va dedicar activament a reclutar entre els seus companys de classe, amics, comerciants locals i agricultors, demanant-los unir-se-li en la formació d'una unitat. Va crear uns cartells de reclutament i els va col·locar pels voltants d'Indianapolis, amb la promesa de formar «la Bateria d'Indiana». La seva unitat, la 18ª Bateria d'Artilleria Lleugera d'Indiana, era coneguda com a «Lilly Battery» i consistia en sis canons Parrott de deu lliures i 150 homes. Va ser assignada en 1862 a la Brigada Llampec, comandada pel coronel John T. Wilder, i Lilly va ser triat per servir com a oficial al comandament de la seva bateria d'agost a l'hivern de 1863, quan el seu allistament de tres anys va expirar. La seva única experiència militar prèvia havia estat en la Legió d'Indiana, en Lafayette, i alguns de les seves artilleros li creien massa jove i inmoderado per manar. Malgrat el seu inexperiencia inicial, es va convertir en un competent oficial d'artilleria i la seva bateria va contribuir decisivament en algunes batalles importants. Va veure acció per primera vegada en la Batalla de Hoover Gap en 1863 i posteriorment en la Segona Batalla de Chattanooga i la batalla de Chickamauga.
Quan el termini del seu allistament va arribar a la seva fi, es va allistar de nou i va ser ascendit a Comandant de Cavalleria al comandament del 9° Regiment de Cavalleria d'Indiana. El general Nathan B. Forrest ho va capturar durant una missió a Alabama al desembre de 1864 i va romandre en un camp confederat de presoners fins al final de la guerra en la primavera de 1865, quan va ser posat en llibertat condicional i retornat a casa. Abans de deixar l'exèrcit li van concedir el rang honorari de coronel. Temps després va adquirir un atles en el qual va marcar els seus moviments durant la guerra i la ubicació de batalles i escaramusses. Sovint usava l'atles mentre explicava històries de guerra. El títol de «coronel» va romandre amb ell per a la resta de la seva vida i fins i tot els seus amics i familiars ho usaven com un sobrenom. Va actuar com a president del Grand Army of the Republic, una germanor de veterans de la Guerra de Secessió, en 1893. Durant el període de la seva funció va ajudar a organitzar un esdeveniment que va atreure a desenes de milers de veterans de guerra, incloent a la bateria de Lilly, que es van donar cita a Indianapolis per a una reunió i una gran desfilada.

### Negocis i empreses
Després de la guerra, Eli va intentar iniciar una nova empresa i va comprar una plantació de cotó de 490 hectàrees a Mississipi. Al poc temps de mudar-se a la seva nova casa, la família sencera va caure malalta de malària, malaltia comuna a la regió en aquell temps. Encara que Lilly i el seu fill es van recuperar, la seva esposa Emily va morir el 20 d'agost de 1866. En aquest moment estava embarassada de vuit mesos del seu segon fill i no va poder fer-se gens per salvar al nen. La mort de la seva esposa ho va deixar devastat i va escriure a la seva família: «em costa dir-los com això em fulmina […] és una amarga, amarga veritat […] Emily està morta». Al principi va ser enterrada en terrenys de la plantació, però més tard aquest any el seu cos va ser exhumat i traslladat a Indiana, per ser enterrada de nou. El retorn de Lilly a Indiana, després de la mort de la seva esposa, va causar que la plantació caigués en mal estat i es perdés la collita. El seu soci va ser incapaç de mantenir-la a causa de la sequera i finalment va desaparèixer amb els diners restants del negoci, forçant-ho a declarar-se en fallida en 1868. Mentre ell treballava per resoldre la situació, va enviar el seu fill Josiah a viure amb els seus avis paterns en Greencastle. Va tornar a casar-se el 1869, aquesta vegada amb Maria Cinthia Sloan, i va començar a treballar per Pattison, Moore & Talbott, una empresa majorista de medicaments. El negoci va ser comprat per la h. Daly and Company durant el temps que Lilly va treballar allí.
Va deixar Indiana en 1869 i al costat d'un soci va obrir una reeixida farmàcia en Paris, Illinois, Binford and Lilly. Poc temps després va portar al seu fill amb ell. El negoci va resultar pròsper i li va permetre estalviar diners, però Lilly estava més interessat en la fabricació de medicines que a continuar amb la farmàcia; amb aquesta convicció va formular el pla de crear la seva pròpia empresa majorista de medicaments. Va dissoldre la societat i va tornar a Indianapolis en 1873, on va obrir una farmàcia amb un nou soci, Johnson and Lilly. Tres anys més tard es va desvincular del va negociar; la seva part de l'actiu ascendia a diverses peces d'equip, uns galons de substàncies químiques pures i una petita quantitat de diners. Prèviament s'havia acostat a un amic de la família, Augusto Keifer, per crear una nova societat. Keifer i dues farmàcies associades van estar d'acord a comprar totes les medicines produïdes per Lilly a un preu més sota del que pagaven habitualment. El 10 de maig de 1876 va obrir un laboratori per fabricar medicines i el rètol per al negoci deia «Eli Lilly, Químic».

## Vida posterior

### Eli Lilly and Company

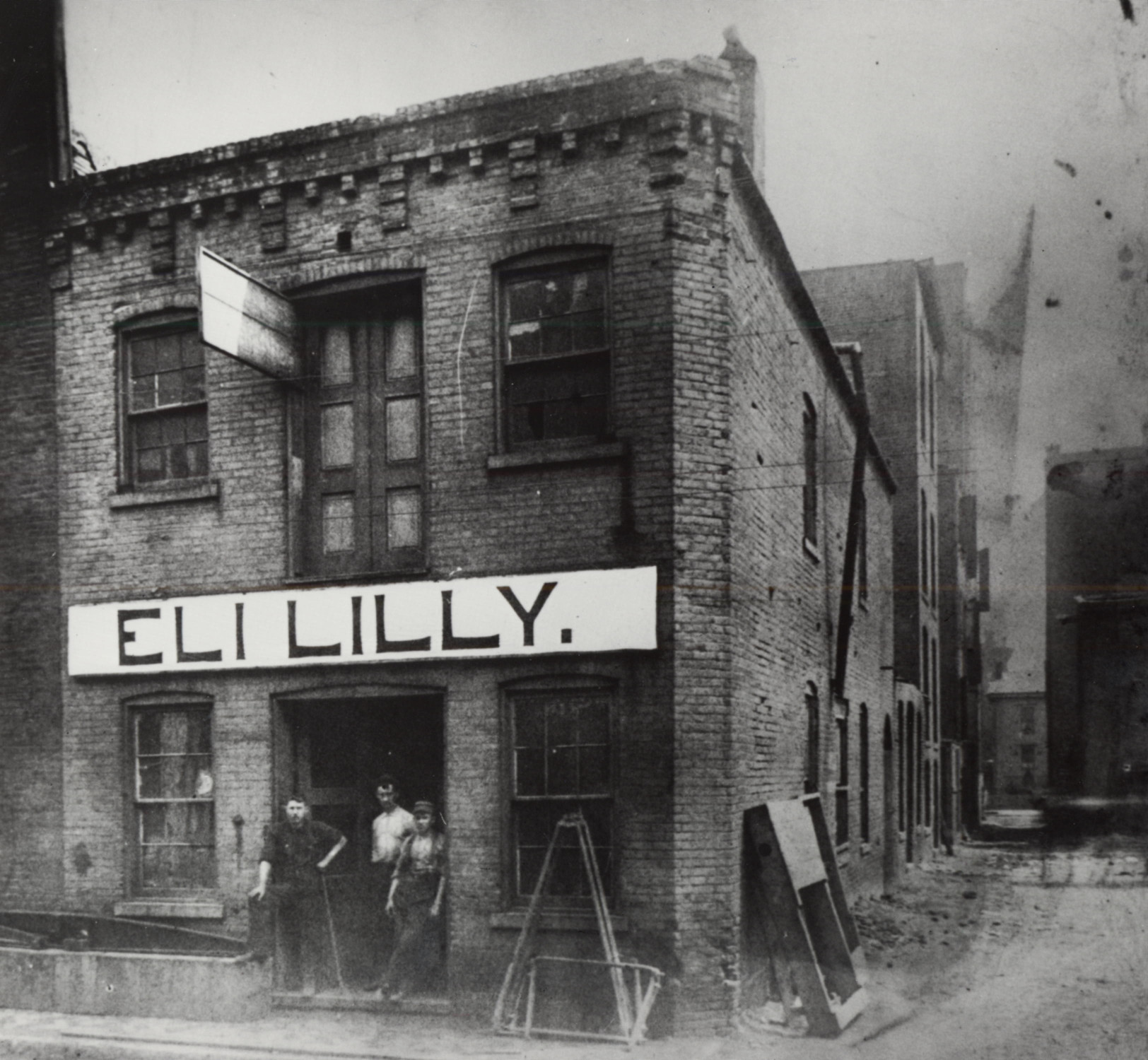
Una foto del primer edifici del laboratori de Lilly. Eli Lilly i el seu fill Josiah estan del costat dret de la porta.

L'empresa de fabricació de medicaments va començar amb tres empleats, que incloïen al seu fill Josiah de 14 anys —que havia deixat l'escola per treballar amb el seu pare—, i tenia 1400 dòlars —l'equivalent a 27 921 dòlars en 2009— en capital de treball. La seva primera innovació va ser una coberta de gelatina per a píndoles i càpsules, després li van seguir la inclusió d'un saborizante fruiter per a medicines líquides i una coberta ensucrada per a píndoles, fent les medicines més fàcils de prendre. A causa de la seva experiència amb les medicines de baixa qualitat usades en la Guerra de Secessió, es va comprometre a produir únicament medicaments de prescripció d'alta qualitat, en contrast amb les comunes i sovint ineficaces medicines de patent d'aquella època. Un dels primers medicaments que va fabricar va ser la quinina, que s'usava per tractar la malària i va resultar un gran èxit en vendes. Els seus productes es van guanyar una bona reputació quant a qualitat i es van fer populars a la ciutat. En el primer any del seu negoci les vendes van aconseguir 4470 dòlars —l'equivalent a 89 149 dòlars en 2009— i cap a 1879 havien crescut a 48 000 dòlars —l'equivalent a 1 094 057 dòlars en 2009. Les vendes es van expandir ràpidament i van començar a adquirir clients fora d'Indiana. Lilly va contractar al seu germà James com el seu primer venedor a jornada completa en 1878. Aquest i l'equip comercial que subsecuentemente va desenvolupar van comercialitzar els medicaments de l'empresa a escala nacional. Altres membres de la família també van ser empleats per l'empresa en creixement, el seu primer Evan Lilly va ser contractat com a comptador i els seus nets, Eli i Josiah, van ser contractats per fer manats i realitzar altres tasques. Va instituir formalment l'empresa en 1881, cridant-la Eli Lilly and Company. A la fi dels anys 1880, Eli Lilly era un dels principals homes de negocis de l'àrea d'Indianapolis, amb més de cent empleats i 200 000 dòlars —l'equivalent a 4 727 407 dòlars en 2009— en vendes anuals.

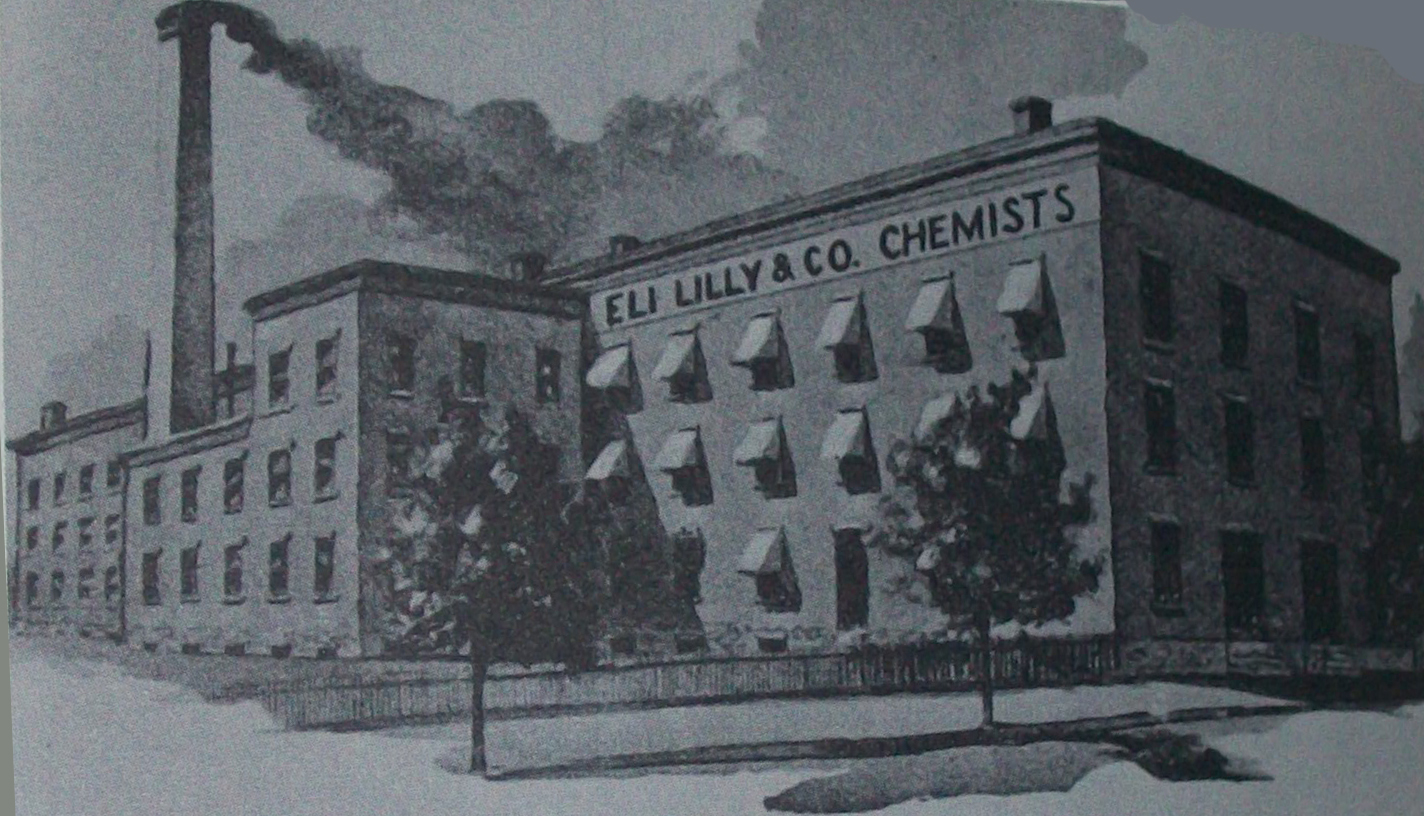
Un dibuix per a la premsa de 1886 de la planta de Lilly en McCarty Street.

Per acomodar el seu negoci en creixement va adquirir instal·lacions addicionals per a recerca i producció. Va comprar un complex d'edificis en McCarty Street en el sud d'Indianapolis; altres negocis es van instal·lar a prop i l'àrea va començar a desenvolupar-se com una de les principals seccions de negocis de la ciutat. Creient que seria un avantatge per al seu fill adquirir majors coneixements tècnics, va decidir enviar-ho al Col·legi de Farmàcia de Filadèlfia en 1880. En tornar al negoci en 1882, Josiah va ser nomenat superintendent del laboratori. En 1890, Lilly va deixar l'adreça del negoci a Josiah, que va controlar l'empresa durant diverses dècades. Eli Lilly and Company va prosperar malgrat les tumultuoses condicions econòmiques dels anys 1890. En 1894, van comprar una planta per ser usada solament en la fabricació de càpsules. L'empresa va desenvolupar molts avanços tecnològics, entre ells es va automatitzar la creació de càpsules. Durant els propers anys es van crear cada any desenes de milions de càpsules i píndoles.
Encara que hi havia moltes altres petites empreses farmacèutiques als Estats Units, Eli Lilly and Company es va distingir de les altres per tenir personal dedicat a la recerca de forma permanent, per inventar tècniques superiors per a la fabricació en sèrie de medicaments i pel seu fort enfocament en la qualitat. Al principi Eli Lilly era l'únic investigador de l'empresa, però com el negoci va ser creixent, va crear un laboratori i empleó personal per a aquest departament, dedicat a la creació de nous medicaments, i va contractar al seu primer investigador en 1886. Els mètodes del departament de recerca estaven basats en els usats per Lilly, qui va insistir en la garantia de qualitat i va instituir mecanismes per assegurar que les medicines produïdes resultessin com era anunciat, amb la combinació correcta d'ingredients i que cada píndola contingués el dosatge exacte de medicament. Era conscient de la naturalesa addictiva i perillosa d'algunes de les seves medicines i va ser pioner en el concepte de prescripció, ajudant a crear el que es tornaria una pràctica comuna: vendre aquest tipus de medicaments sol a qui prèviament hagués consultat a un metge que determinés si era necessari el seu ús.

### Filantropia
Eli Lilly era milionari per a l'època del seu retir parcial del negoci. Havia estat implicat en assumptes cívics durant diversos anys i es va tornar cada vegada més filantrópico, concedia fons a diversos grups caritatius de la ciutat. En conjunt amb un grup d'altres vint-i-cinc homes de negocis va començar a patrocinar la Charity Organization Society —una organització de caritat— a la fi dels anys 1870 i aviat es va convertir en el principal patrocinador de la sucursal d'Indiana. La societat va ser la precursora del United Way of America i va treballar per organitzar grups caritatius sota un comandament central. Això va permetre a moltes organitzacions interactuar més fàcilment i ajudar millor a la gent necessitada, coordinant els seus esforços i identificant les àrees amb major necessitat.

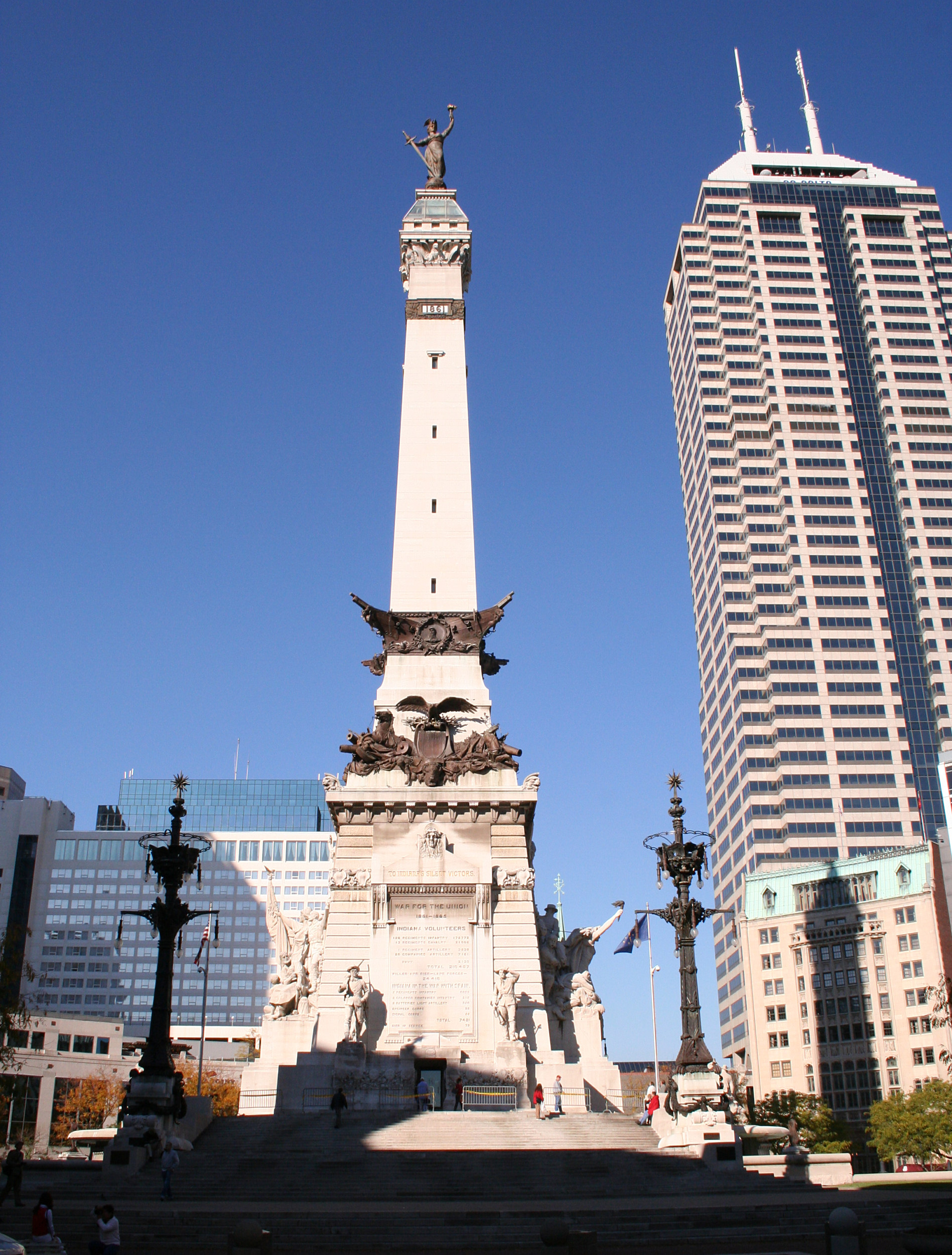
El Monument als Soldats i Marins (Indianapolis). El Museu de la Guerra de Secessió Coronel Eli Lilly està en el seu interior.

Lilly desitjava impulsar el creixement econòmic i el desenvolupament general a Indianapolis i va intentar aconseguir aquests objectius brindant suport econòmic a organitzacions comercials de la regió i a través de la seva promoció i empara personal. Els seus primers actes cívics locals van ser en 1879. Com a conseqüència de la seva proposta de crear una empresa pública de proveïment d'aigua que pogués satisfer les necessitats de la ciutat es va crear The Indianapolis Water Company. Va fundar el Club del Comerç en 1890 i va ser triat com el seu primer president. El club va ser el vehicle primari per aconseguir els seus objectius de desenvolupament de la ciutat i va ser el precursor de la Cambra de comerç d'Indianapolis. El grup va contribuir decisivament a la creació de nombrosos avanços, incloent carrers pavimentats, ferrocarrils urbans elevats i un sistema de clavegueram. Les empreses van ser creades amb inversions públiques i privades i manejades a baix cost; en la pràctica pertanyien als clients de l'empresa, que a poc a poc van anar pagant als inversors inicials. El model va ser seguit més tard en la major part de l'estat per proporcionar a la població aigua i electricitat. El grup també va ajudar a finançar la creació de parcs, monuments i memorials, atraient reeixidament la inversió d'altres homes de negocis i organitzacions per ampliar les indústries en creixement de la ciutat.
Després que l'«auge del gas» va començar a expandir-se per l'estat en els anys 1880, Lilly i el seu Club del Comerç van advocar per la creació d'una empresa pública per bombar el gas natural de la terra, que seria conduït a la ciutat per mitjà de canonades des del Camp Trenton i es proporcionaria a preu baix a negocis i cases. El projecte va conduir a la creació del Consumer Gas Trust Company. L'empresa proporcionava combustible per a calefacció a preus econòmics, la qual cosa va fer que la vida urbana fos molt més agradable. El gas es va utilitzar posteriorment per generar l'electricitat que va fer funcionar la primera empresa de transport públic de la ciutat, un sistema de tramvies.
Durant el «Pànic de 1893», Lilly va crear una comissió per ajudar a proporcionar aliment i refugi a la gent pobra que va ser afectada desfavorablement. El seu treball ho va conduir a donar personalment els fons suficients per crear un hospital de nens a Indianapolis, que s'encarregaria d'atendre a molts nens de famílies que no tenien diners per pagar l'assistència mèdica de rutina.

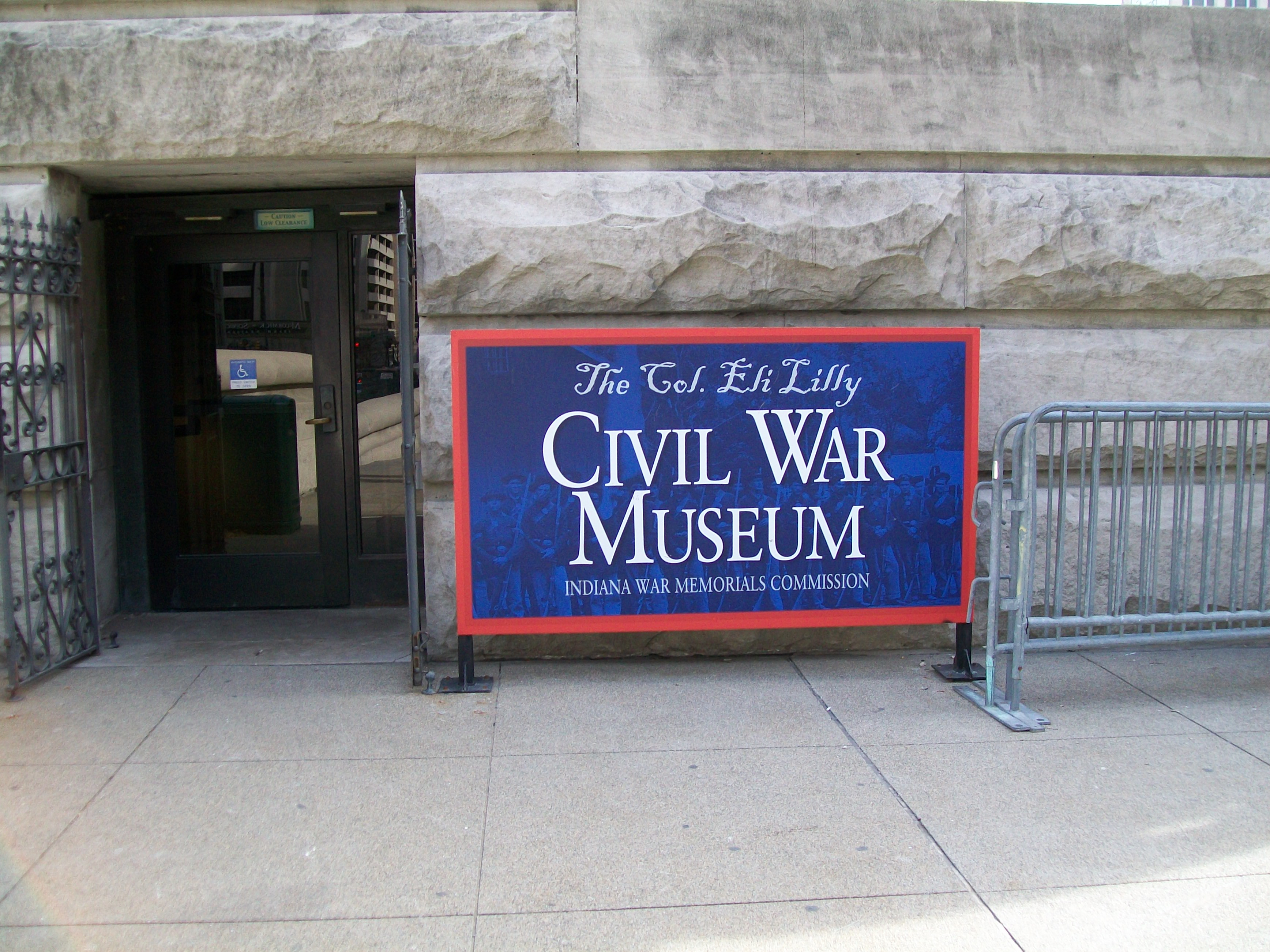
Museu de la Guerra de Secessió Eli Lilly.

Els seus amics sovint l'impulsaven a buscar un càrrec polític, fins i tot van intentar proposar-lo com a candidat a governador d'Indiana pel Partit Republicà en 1896, però els va rebutjar. Va evitar la política i en canvi va voler enfocar la seva atenció en les seves organitzacions filantròpiques. No obstant això, va fer donacions substancials i va donar suport a candidats polítics que col·laboraven en les seves causes. Va ser amic de l'ex governador Oliver P. Morton, que li va suggerir usar el seu Club del Comerç per advocar per la creació d'un memorial per als molts veterans de la Guerra de Secessió originaris d'Indiana. Va acceptar el suggeriment i va començar a recol·lectar fons per construir el Monument dels Soldats i Marins d'Indiana, la construcció dels quals va començar en 1888, encara que no va ser completada fins a 1901. L'interior del monument allotja un museu que més tard va ser nomenat Museu de la Guerra de Secessió Coronel Eli Lilly en el seu honor.
Va ser un àvid pescador i va construir una caseta de camp al costat del llac Wawasee en 1887, on havia gaudit de vacances amb regularitat des de 1880. En 1892, va construir The Wawasee Inn en el llac. El lloc es va convertir en un refugi familiar i més tard el seu net ampliaria la construcció. També posseïa una àmplia residència a Tennessee Street a Indianapolis, on passava la major part del temps. En 1897 va desenvolupar un càncer i va morir a casa seva el 6 de juny de 1898. El seu fèretre va ser exposat el 9 de juny i milers de persones van acudir a presentar els seus respectes. Va ser sepultat en el Crown Hill Cemetery d'Indianapolis.

## Llegat

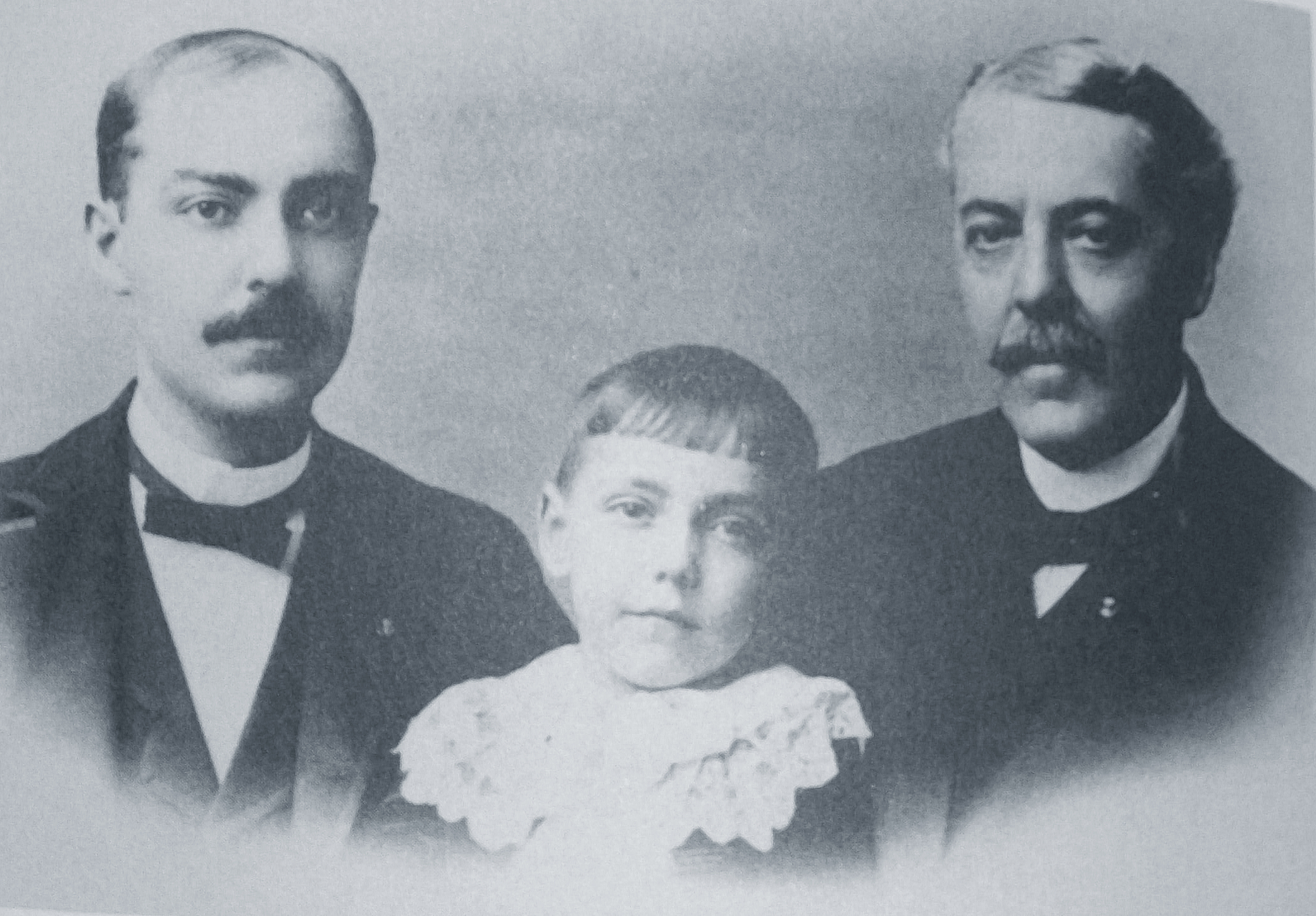
El coronel Eli Lilly, Josiah Kirby Lilly Sr. i Eli Lilly Jr. en 1895.

Cap a 1898, l'empresa de Lilly tenia una cadena de producció de 2005 articles diferents i vendes anuals de més de 300 000 dòlars —equivalent a 7 658 400 dòlars de 2009. Josiah Lilly va heretar l'empresa després de la mort del seu pare i va seguir fent-la créixer abans d'heretar-la-hi als seus propis fills, Eli Lilly i Josiah K. Lilly Jr. Els tres van continuar amb la pràctica filantròpica i més tard van establir The Lilly Endowment, que es va convertir en la fundació filantrópica més gran del món en termes d'actius i donacions en 1998. Des de llavors ha estat superada però encara roman en els deu primers llocs. L'empresa va exercir un important paper en el lliurament de medicines a les víctimes del devastador terratrèmol de Sant Francisco de 1906. Eli Lilly and Company s'ha convertit en una de les companyies farmacèutiques més grans a nivell mundial i sota les ordres del net d'Eli Lilly ha desenvolupat moltes innovacions, que inclouen la recerca i el desenvolupament de la insulina durant els anys 1920, la fabricació en sèrie de penicil·lina durant els anys 1940 i la promoció d'avanços en la producció en sèrie de medicaments. La introducció de novetats ha continuat en l'empresa després que es va convertir en una corporació que cotitzava en la borsa de valors en 1952, van desenvolupar Humulin, Merthiolate, Prozac i molts altres medicaments. Segons Forbes, Eli Lilly and Company en 2016 era l'empresa 243 entre les més grans del món, amb vendes de 20 mil milions de dòlars i un valor de mercat de 86 mil milions de dòlars. És la corporació més gran i també el major benefactor de l'estat d'Indiana.
Les majors contribucions d'Eli Lilly van ser la creació estandarditzada i metòdica de medicaments, la seva dedicació a la recerca i desenvolupament, a més del valor real de les medicines que va crear. Va ser promotor de la indústria farmacèutica moderna, moltes de les seves innovacions més tard es van convertir en pràctica comuna. Les seves reformes ètiques, en un comerç que estava marcat per l'extravagant proclamació de medicaments miraculosos, van començar un període de ràpid avanç en el desenvolupament de medicaments. Durant la seva vida va advocar per la regulació federal sobre els medicaments i el seu fill va seguir amb aquella proposta després de la seva mort.
El Museu Coronel Eli Lilly de la Guerra de Secessió està localitzat sota el Monument dels Soldats i Marins en Indianápolis i és anomenat així en el seu honor. Va obrir a l'octubre de 1999 i exposa objectes relacionats amb Indiana durant el període de la Guerra Civil i de la guerra en general.